# J album
J album是日本二人組合近畿小子的第11張專輯。於2009年12月9日由傑尼斯娛樂唱片公司發行。

## 解說
本專輯是與上張專輯『Φ』相隔約2年的第十一張原創專輯。2008年他們以團體名義只發行了「Secret Code」一張單曲，到2009年12月終於發行了睽違兩年的原創專輯「J album」，是出道以來與上一張專輯的發行時間相隔最長的一次。
與近年的專輯比較，本專輯為了帶出「藉著專輯回歸原點，為聽眾提供最(=Just)單純，直接且優質的樂曲」的主題，所以共沒附有副題。“J”蘊含“just”、撲克牌中的“Jack”(第十一張原創專輯)、“Journey”(展開下一個旅程)
等多眾多意義。總體來說，是一張回歸原點：出道歌曲「玻璃少年」，再從新出發的一張專輯。
專輯發賣前，於2009年12月6日，兩人於當時仍然處於建築工事中的日本首都高速大橋JUNCTION（ＪＣＴ）（已於2010年3月開通），招待了246名歌迷舉行「J album發售紀念活動」，以mini concert的形式進行。演唱會舞台架設在沒有看版、沒有號誌、也沒有劃行車線的道路上，被日本傳媒稱為「前所未見的演唱會」。據當日兩人解釋，“JUNCTION”帶有連結的意思，希望藉著「Kinki Kids」的樂曲，與歌迷互相連結起來。
另外，本專輯所收錄的一首外語歌「Missing」，是繼單曲「薄荷糖」後，兩人再次與瑞典音樂人合作的一首歌曲。據堂本光一於廣播節目中表示，收錄過程中並沒有人去指正他們的發音，所以當社長稱讚兩人英語發音不錯的時候感到十分高興。
本專輯分別有初回版和通常版兩個版本。初回版隨碟附送的特典DVD收錄了三首單曲的PV，以及J album發售時候的電視廣告，封面各有不同。

## 收錄歌曲

### 初回版收錄歌曲
1. Swan Song（スワンソング）
  - 作曲：瀬川浩平
  - 作詞：松本隆
  - 編曲：ha-j
  - 弦樂編排：佐藤泰將
  - 和音編排：松下誠
2. 寶石星光點點（宝石をちりばめて）
  - 作曲：林田健司
  - 作詞：久保田洋司
  - 編曲：CHOKKAKU
  - 和音編排：Ko-saku
3. 足音
  - 作曲：yamazo
  - 作詞：秋元康
  - 編曲：石塚知生
4. 約定
  - 作曲：加藤裕介
  - 作詞：淺利進吾
  - 編曲：家原正樹 / 加藤裕介
  - 和音編排：高橋哲也
5. 翅膀 -little wing-（つばさ -little wing-）
  - 作曲：織田哲郎
  - 作詞：Satomi
  - 編曲：家原正樹
6. walk on...
  - 作曲：鈴木盛廣
  - 作詞：Gajin
  - 編曲：岩田雅之
7. Secret Code
  - 作曲：井上日徳
  - 作詞：Satomi
  - 編曲：井上日徳 / 堂島孝平
  - 主唱編排：井上日徳 / 北原雅彦
  - 和音編排：Ko-saku
8. 憂鬱與彩虹（憂鬱と虹）
  - 作曲：成海Gazuto
  - 作詞：村野直球
  - 編曲：石塚知生
  - 和音編排：松下誠
9. I will
  - 作曲：Quadraphonic
  - 作詞：ma-saya
  - 編曲：岩田雅之
10. Missing
  - 作曲：Anna Engh / Fredrik“Figge”Bostrom
  - 作詞：新美香
  - 編曲：CHOKKAKU
  - 和音編排：竹内浩明
11. 風之十四行詩（風のソネット）
  - 作曲：大智
  - 作詞：淺田信一
  - 編曲：神坂享輔
  - 風之十四行詩 con' （風のソネットcon'）
  - ※隱藏曲目
12. 關於愛（愛について）
  - ※通常版收錄
  - 作曲：萩原和樹
  - 作詞：紅茉來鈴
  - 編曲：安部潤

## 初回版特典DVD收錄內容
1. - 「Secret Code」Music Clip/TV SPOT
  - 「約定」Music Clip/TV SPOT
  - 「swan song」Music Clip/TV SPOT